# Hirwaun
Hirwaun (walisisch „Lange Weide“) Ist der Name eines Dorfes am nordwestlichen Ende des Cynon Valley im County Borough von Rhondda Cynon Taf, Süd-Wales. Das Dorf an der A465 road ist 4 Meilen (6,4 km) von der Stadt Aberdare entfernt und zählt postmäßig zu dieser. Nach Angaben des 2001 census (Volkszählung), hat es eine Einwohnerzahl von 4,851 Menschen. Der Brecon Beacons Nationalpark liegt am nördlichen Rand des Dorfes.

## Geschichte
Hirwaun hat eine industrielle Geschichte. Nachdem die Eisenwerke geschlossen worden war, wurde Kohle gefördert, welche in der zweiten Hälfte des 20. Jahrhunderts die Haupteinnahmequelle war.
Ein Großteil der Eisenwerke gehörten der Familie Crawshay, einer der weltführenden Eisenproduzenten der damaligen Zeit, die dadurch eine hohe gesellschaftliche Position innehatten. Sie fertigten unter anderem Kanonen für die Victory. Ein Großteil der Arbeitsplätze lag daher in der Hand dieser Familie, die sich allerdings auch ständig um den Zuzug neuer Arbeiter bemühte. In den 1980er Jahren wurde, trotz des Bergarbeiterstreiks 1984/1985, auch in Hirwaun der Kohleabbau eingestellt, so dass keine Kohleminen verblieben.

## Architektur
Anders als die meisten anderen ehemaligen Kohledörfer in Süd Wales hat Hirwaun viele architektonisch unterschiedlich gestaltete Häuser, die oft in einzelnen Blöcken stehen. Daher hat Hirwaun ein unregelmäßiges Auftreten und hebt sich damit von den anderen Städten in South Wales Valley ab.
St Lleurwg’s ChurchDie Saint Lleurwg’s Kirche liegt in der Mitte des Dorfs und ist ein Teil des Pfarrbezirks Hirwaun. Die Kirche wurde im Juli 1858 vom damaligen Bischof von Llandaff, Richard Lewis, eröffnet. Die Schwesterkirche ist Sankt Winefred geweiht und liegt in Penywaun.
HochhäuserHirwaun ging in der lokalen Presse um, als im Mai 2004 zwei 1960 erbaute Hochhäuser gesprengt wurden
Entwicklung im UmlandDas Umland von Hirwaun wird wieder im Tagebau genutzt. Dies wurde zuerst in den 1940er und 50er gestartet.